# David Hrbek
David Hrbek (* 26. ledna 1968 Olomouc) je lektor Muzea umění v Olomouci, moderátor a český spisovatel.

## Život
Studoval na Filozofické fakultě Univerzity Palackého v Olomouci aprobaci česká filologie, anglická filologie. V rodišti působil sedm let jako učitel na Slovanském gymnáziu. Od roku 2000 pracuje jako lektor animací v Muzeu umění Olomouc. Od roku 2003 rovněž působí jako moderátor talkshow s názvem Scénické rozhovory v pražském Švandově divadle. Mezi jeho hosty byli například Václav Havel, Tomáš Sedláček, Tomáš Klus, Suzanne Vega, Tommy Emmanuel, Michael McCartney (bratr Paula McCartneyho), Lou Reed, Michael Nyman, Hana Hegerová, Jiří Bartoška, Jiří Grygar, Libor Pešek, Bára Hrzánová, Jindřich Štreit, Vojtěch Dyk a desítky dalších osobností kulturního a společenského života. Od února do června 2011 uváděl svou Talkshow Davida Hrbka nejprve v olomouckém Arktic Music Clubu, od září 2011 našel pořad svou domovskou scénu v Divadle hudby Olomouc a nově v kroměřížském Domě kultury.[zdroj?]

## Dílo
Charakter Hrbkovy literární tvorby spočívá v zaznamenávání detailů ze skutečnosti, v převyprávění příběhů z každodenního života, v prostém shromáždění materiálu bez většího komponování a přebytečných dějových zvratů. V jeho textech je ponechán prostor pro čtenáře a jeho vlastní fantazii. Autorovi je vlastní jemný humor skrývající se za poetickým jazykem. Využívá bohaté symboliky a metafor. V díle je rovněž patrný židovský původ – propojení minulosti se současností.[zdroj?]
Kromě spolupráce s olomouckým Divadlem hudby a pražským Švandovým divadlem je rovněž autorem několika rozhovorů pro časopis Reflex (např. Suzanne Vega, Klaus Voormann, Oliviero Toscani, Josef Jařab, Benjamin Kuras či sestry Steinovy). Na jeho autorském kontě jsou také tři velké knižní rozhovory.[zdroj?]
- Šumný Vávra, 2001, nakl. Pražská scéna. Interview s Davidem Vávrou.
- Všechno je sázka, 2006, nakl. Dokořán. Přepis dvanácti vybraných rozhovorů z pořadu Scénické rozhovory ze Švandova divadla.
- Někdy ráj, 2008, nakl. XYZ. Rozhovor s fotografem Robertem Vanem.
- Dvacet zářících drahokamů, 2010, nakl. Jaroslav Vacl. Povídková kniha. Knihu ilustrovala Markéta Šimková v grafické úpravě Petra Šmalce. Dvacet zářících drahokamů obsahuje kratší autobiograficky laděné texty. Jedná se o vzpomínky na dětství, dospívání viděné jak z perspektivy dospívajícího kluka, tak z perspektivy již dospělého člověka. Tyto vzpomínky poskládané do příběhů, životních historií jsou jednotícím motivem knihy. Příběhy jsou vyprávěny přímočaře, avšak zároveň s jemným humorem, lehkou nostalgií a melancholií; jsou vyprávěny prostě, ale upřímně. Postavami v těchto krátkých textech, jež jsou záznamem reality, detailů ze skutečnosti a životních zážitků, jsou lidé z autorova blízkého okolí – jeho rodina.
- Dobrou noc, odcházím, 2020, nakl. Druhé město. Autorova první básnická sbírka, resp. sbírka písňových textů.
- Ty nejlepší věci, 2025, nakl. Druhé město. Autorova druhá básnická sbírka, zahrnující texty psané volným veršem, resp. texty na pomezí poezie a prózy.[1]

- Je autorem libreta operního muzikálu Labyrint vášně Tomáše Hanzlíka, v němž pohostinsky vystoupila operní pěvkyně, laureátka Ceny Thálie Soňa Červená.